# فونت فورج
فونت فورج هو محرر خطوط مجاني مفتوح المصدر يدعم العديد من صيغ الخطوط الرقمية الشائعة. تم تطوير فونت فورج بشكل أساسي بواسطة جورج وليامز حتى عام 2012 ، وهو برنامج مجاني ويتم توزيعه بموجب مزيج من رخصة جنو العمومية الإصدار 3، وورخصة BSD المكونة من 3 فقرات.  وهو متوفر لأنظمة التشغيل بما في ذلك لينكس و مايكروسوفت ويندوز  و ماك أو إس  ومترجم إلى 12 لغة.

## المميزات
- تسهيل التحويل الآلي للتنسيق والمهام المتكررة الأخرى ، ينفذ فونت فورج لغتي برمجة نصية: لغته الخاصة ولغة البايثون . [7] يمكن لفونت فورج تشغيل البرامج النصية من واجهة المستخدم الرسومية الخاصة بها، أو من سطر الأوامر، كما تقدم ميزاتها كوحدة بايثون بحيث يمكن دمجها في أي برنامج بايثون. [8]

- يدعم فونت فورج مواصفات ملف ميزة أبن‌ تيب لأدوبي (Feature File). [9] كما أنه يدعم ملحقات مايكروسوفت غير الرسمية للتنضيد الرياضي (جدول MATH) [10] ويدعمها كل من مايكروسوفت أوفيس 2007 ، زيتخ [الإنجليزية] و لواتخ. تم تطوير خط رياضي مجاني واحد على الأقل من نوع أبن تيب في فونت فورج.

يستخدم فونت فورج فري تايب لعرض الخطوط على الشاشة. منذ إصدار 15 نوفمبر 2008 ، يستخدم فونت فورج مكتبة كايرو ومكتبات برامج بانغو لعرض الرسومات والنص  وتوفير رسومات مصقولة ودعم تخطيط نص معقد.
- يمكن لفونت فورج استخدام بوتراس [الإنجليزية] أو أوتوتراس [الإنجليزية] لتتبع الصور النقطية تلقائيًا واستيرادها إلى خط.

- يتم استخدام أجزاء من كود فونت فورج بواسطة محرك التنضيد لواتخ لقراءة وتحليل خطوط أبن‌ تيب. [13]

يشتمل كود مصدر فونت فورج على عدد من البرامج المساعدة ، بما في ذلك "showttf" الذي يعرض محتويات ملفات الخطوط الثنائية ، ومحول WOFF.

## الصيغ المدعومة
- يدعم فونت فورج مجموعة متنوعة من تنسيقات الخطوط. [14] تنسيق قاعدة بيانات .sfd  يعتمد على النص [15] ويسهل التعاون بين المصممين ، حيث يمكن إنشاء ملفات الاختلاف بسهولة. يدعم فونت فورج أيضًا تنسيق مصدر UFO والذي يعتمد على XML.

يدعم البرنامج العديد من تنسيقات الخطوط الأخرى ويحول الخطوط من تنسيق إلى آخر. تتضمن تنسيقات الخطوط المدعومة:
- ترو تيب (TTF).
- مجموعة ترو تيب (TTC).
- أبن‌ تيب (OTF).
- PostScript Type 1.
- TeX Bitmap Fonts.
- X11 OTB bitmap ( sfnt فقط).
- تنسيق توزيع الصور النقطية.
- تنسيق خط الويب المفتوح (WOFF).

يقوم فونت فورج أيضًا باستيراد وتصدير الخطوط من وإلى تنسيق رسوميات شعاعية قابلة للتمديد (SVG)، وتنسيق Unified Font Object (UFO).

## تاريخ التطوير
أسس جورج ويليامز مشروع فونت فورج كمشروع تقاعد، ونُشر في البداية من عام 2001 إلى مارس 2004 باسمPfaEdit).  
نشط ويليامز في تطوير وصيانة ودعم البرنامج والمرافق المتصلة به لمدة 12 عامًا تقريبًا. في منتصف عام 2011 ، بدأ ديف كروسلاند المساهمة في المشروع وانتقل المشروع من سورس فورج إلى غيت هاب. بدأت كروسلاند في تقديم ورش عمل تصميم تمهيدية من خلال مجموعة مستخدمي TeX (TUG) لجمع الأموال لتوظيف مطوري العقود لصيانة البرنامج وتطويره. أصبح تطوير فونت فورج أكثر نشاطًا، وكان خالد حسني وباري شوارتز من المساهمين البارزين، ولكن في أواخر عام 2012 اختلفوا مع كروسلاند حول اتجاه المشروع، لذا صنعوا نسخة مشتقة من فونت فورج باسم SortsMill. 
في عام 2011، أنجزت برنامج تثبيت لفونت فورج على نظام التشغيل ماك أو أس بواسطة الدكتور بن مارتن بدعم من TUG. في هذه الأثناء، نشر ماثيو بيتروف نسخة ويندوز خاصة به غير رسمية. في عام 2013، بدأ مشروع FontForgeBuilds في سورس فورج  لتوسيع ذلك؛ تمت إعادة كتابته بالكامل بعد ذلك، ويتم صيانته اليوم بواسطة جيريمي تان كتطبيق ويندوز.
في عام 2012، نظمت كروس لاند موقعًا إلكترونيًا جديدًا للمشروع ليتم استضافته على غيت هاب، fontforge.github.io.
في عام 2014 ، وبدعم مالي من جوجل ، أضاف فرانك ترامبي الدعم الكامل لتنسيق مصدر خط UFO.

## الخطوط المطورة باستخدام فونت فورج
- الأميري (محرف)
- أسانا ماث
- كانتاريل (محرف)
- الخطوط DejaVu
- الخطوط العريضة UCS المجانية
- إنكونسولاتا
- جونيكود
- لينكس ليبرتين
- خطوط M+
- OCR-A
- سكواريش سانس
- مشروع خط XITS